# Dialeurodes icfreae
Dialeurodes icfreae là một loài côn trùng cánh nửa trong họ Aleyrodidae, phân họ Aleyrodinae.
Dialeurodes icfreae được Sundararaj & Dubey miêu tả khoa học đầu tiên năm 2003.